# Gäddtjärnen (Ore socken, Dalarna)
Gäddtjärnen är en sjö i Rättviks kommun i Dalarna och ingår i Ljusnans huvudavrinningsområde.